# Okres Pacsa
Okres Pacsa je bývalý okres v Maďarsku v župě Zala. Jeho hlavním městem bylo město Pacsa. V roce 2007 byl sjednocen s okresem Zalaegerszeg.

## Obce
- Alsórajk
- Bezeréd
- Búcsúszentlászló
- Dióskál
- Egeraracsa
- Felsőrajk
- Misefa
- Nagykapornak
- Nemesrádó
- Nemessándorháza
- Nemesszentandrás
- Orbányosfa
- Pacsa
- Padár
- Pölöske
- Pötréte
- Szentpétetúr
- Zalaigrice
- Zalaszentmárton
- Zalaszentmihály